# Hälltjärnen (Stensele socken, Lappland)
Hälltjärnen är en sjö i Storumans kommun i Lappland och ingår i Umeälvens huvudavrinningsområde. Sjön har en area på 0,175 kvadratkilometer och ligger 426,1 meter över havet.

## Delavrinningsområde
Hälltjärnen ingår i det delavrinningsområde (720219-155887) som SMHI kallar för Ovan 720242-155961. Medelhöjden är 446 meter över havet och ytan är 30,62 kvadratkilometer. Räknas de 14 avrinningsområdena uppströms in blir den ackumulerade arean 234,9 kvadratkilometer. Storbäcken som avvattnar avrinningsområdet har biflödesordning 2, vilket innebär att vattnet flödar genom totalt 2 vattendrag innan det når havet efter 280 kilometer. Avrinningsområdet består mestadels av skog (55 procent) och sankmarker (39 procent). Avrinningsområdet har 0,31 kvadratkilometer vattenytor vilket ger det en sjöprocent på 1 procent.